# Campeonato Chileno de Futebol de 1989
O Campeonato Chileno de Futebol de 1989 (oficialmente Campeonato Nacional de Fútbol Profesional de la Primera División de Chile) foi a 57ª edição do campeonato do futebol do Chile. Os 16 clubes jogam todos contra todos, sendo o primeiro colocado campeão. Os três últimos colocados são rebaixados diretamente para a Campeonato Chileno de Futebol - Segunda Divisão. O campeão e o ganhador da ligilla entre o vice, 3º, 4º e 5º lugar se classificam para a Copa Libertadores da América de 1990.

## Participantes
| Equipe                                        | Cidade                                                   | Região                           | No ano anterior                                                     | Estádio                              | Capacidade | Títulos                               | Participações |
| --------------------------------------------- | -------------------------------------------------------- | -------------------------------- | ------------------------------------------------------------------- | ------------------------------------ | ---------- | ------------------------------------- | ------------- |
| Club Social y Deportivo Colo-Colo             | Macul                                                    | Região Metropolitana de Santiago | Sexto Lugar                                                         | Estádio Monumental David Arellano    | 47.017     | 15 (Último em 1986)                   | 57            |
| Unión Española                                | Independencia                                            | Região Metropolitana de Santiago | Décimo Quarto Lugar                                                 | Estádio Santa Laura                  | 22.375     | 5 (1943, 1951, 1973, 1975, 1978)      | 56            |
| Club Deportivo Universidad Católica           | Las Condes                                               | Região Metropolitana de Santiago | Quarto Lugar                                                        | Estádio San Carlos de Apoquindo      | 20.000     | 7 (1949, 1954, 1961, 1966, 1984,1987) | 48            |
| Club de Deportes Cobreloa                     | Calama                                                   | Região de Antofagasta            | Campeão                                                             | Estádio Municipal de Calama          | 12.000     | 4 (1980, 1982, 1985, 1988)            | 12            |
| Club Deportivo y Social Naval                 | Talcahuano                                               | Região de Bío-Bío                | Décimo Segundo Lugar                                                | Estádio El Morro                     | 7.152      | 0 (não possui)                        | 16            |
| Club de Deportes Iquique                      | Iquique                                                  | Região de Tarapacá               | Terceiro Lugar                                                      | Estádio Municipal de Iquique         | -----      | 0 (não possui)                        | 10            |
| Corporación Deportiva Everton de Viña del Mar | Viña del Mar                                             | Província de Valparaíso          | Décimo Primeiro Lugar                                               | Estádio Sausalito                    | 25.000     | 3 (1950, 1952, 1976)                  | 43            |
| Club Deportivo Huachipato                     | Talcahuano                                               | Região de Bío-Bío                | Oitavo Lugar                                                        | Estádio Las Higueras                 | -----      | 1 (1974)                              | 19            |
| Club Deportes Cobresal                        | Localidade de El Salvador, na comuna de Diego de Almagro | Região de Atacama                | Vice Campeão                                                        | Estádio El Cobre                     | 8.000      | 0 (não possui)                        | 6             |
| Club Social y de Deportes Concepción          | Concepción                                               | Região de Bío-Bío                | Nono Lugar                                                          | Estádio Municipal de Concepción      | 35.000     | 0 (não possui)                        | 20            |
| Club Deportivo Arturo Fernández Vial          | Concepción                                               | Região de Bío-Bío                | Sétimo Lugar                                                        | Estádio Municipal de Concepción      | 35.000     | 0 (não possui)                        | 5             |
| O'Higgins Fútbol Club                         | Rancagua                                                 | Região de O'Higgins              | Décimo Terceiro Lugar                                               | Estádio El Teniente                  | 14.550     | 0 (não possui)                        | 31            |
| Club de Deportes La Serena                    | La Serena                                                | Região de Coquimbo               | Quinto Lugar                                                        | Estádio La Portada                   | 18.500     | 0 (não possui)                        | 22            |
| Club de Deportes Valdivia                     | Valdivia                                                 | Região de Los Lagos              | Décimo Lugar                                                        | Estádio Parque Municipal de Valdivia | 5.300      | 0 (não possui)                        | 2             |
| Club Social de Deportes Rangers               | Talca                                                    | Região de Maule                  | Acesso pelo Campeonato Chileno de Futebol de 1988 - Segunda Divisão | Estádio Fiscal de Talca              | 8.324      | 0 (não possui)                        | 33            |
| Club de Deportes Unión San Felipe             | San Felipe                                               | Região de Valparaíso             | Acesso pelo Campeonato Chileno de Futebol de 1988 - Segunda Divisão | Estádio Municipal de San Felipe      | 18.500     | 1 (1971)                              | 13            |

## Campeão
| Campeão Chileno 1989                                           |
| -------------------------------------------------------------- |
| Club Social y Deportivo Colo-Colo (Macul) (16º título) Campeão |